# Nathan Horton
Nathan Horton (* 29. Mai 1985 in Welland, Ontario) ist ein ehemaliger kanadischer Eishockeyspieler. Zwischen 2003 und 2014 bestritt der rechte Flügelstürmer über 600 Partien für die Florida Panthers, Boston Bruins und Columbus Blue Jackets in der National Hockey League, nachdem ihn die Panthers im NHL Entry Draft 2003 an dritter Position ausgewählt hatten. Mit den Bruins gewann er in den Playoffs 2011 den Stanley Cup, bevor er seine aktive Karriere aufgrund einer Rückenverletzung frühzeitig beenden musste.

## Karriere

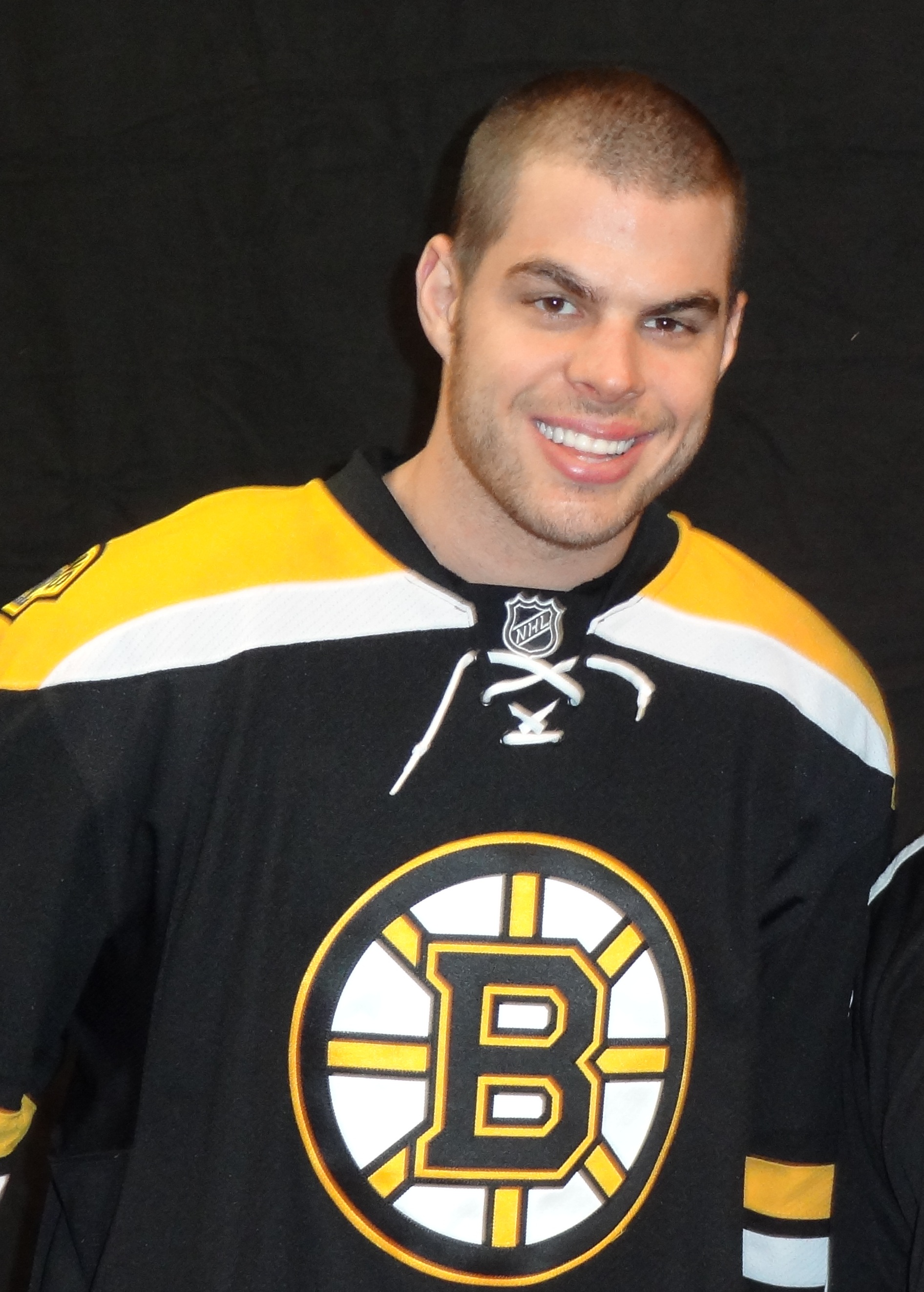
Horton im Trikot der Boston Bruins (2012)

Horton begann seine Profikarriere bei den Oshawa Generals in der kanadischen Juniorenliga Ontario Hockey League, bevor er beim NHL Entry Draft 2003 als Dritter in der ersten Runde von den Florida Panthers ausgewählt wurde.
Schon in seiner ersten NHL-Saison bestritt Horton für die Panthers 55 Spiele, in denen er 14 Tore und acht Assists erzielen konnte. Während des Lockouts in der Saison 2004/05 stand der Angreifer für die San Antonio Rampage in der American Hockey League auf dem Eis und kehrte dann in den Kader der Panthers zurück. 2007 unterschrieb Horton in Florida einen Sechsjahresvertrag, der ihm 24 Millionen US-Dollar einbrachte. Im Juni 2010 wurde er in einem Tauschgeschäft an die Boston Bruins abgegeben, mit denen er in der Saison 2010/11 den Stanley Cup gewann.
Im Juli 2013 unterzeichnete Horton einen Siebenjahresvertrag im Gesamtwert von 37,1 Millionen US-Dollar bei den Columbus Blue Jackets. Das jährliche Durchschnittsgehalt beläuft sich demnach auf 5,3 Millionen US-Dollar. Im Oktober 2014 allerdings wurde bei Horton eine degenerative Rückenerkrankung festgestellt, wobei vorerst unklar blieb, ob er seine aktive Karriere fortsetzen können wird. Trotzdem verpflichteten ihn die Toronto Maple Leafs im Februar 2015, um gleichzeitig David Clarkson abzugeben und somit Platz im salary cap zu schaffen.
Letztlich sollte Horton im April 2014 sein letztes Spiel im Profibereich absolviert haben, da sich die Verletzung als zu schwerwiegend herausstellte. Insgesamt hatte er 627 NHL-Spiele absolviert und dabei 421 Scorerpunkte verzeichnet.

## Erfolge und Auszeichnungen
- 2002 OHL First All-Rookie Team
- 2002 CHL All-Rookie Team
- 2003 Teilnahme am CHL Top Prospects Game
- 2011 Stanley-Cup-Gewinn mit den Boston Bruins

## Karrierestatistik
(Legende zur Spielerstatistik: Sp oder GP = absolvierte Spiele; T oder G = erzielte Tore; V oder A = erzielte Assists; Pkt oder Pts = erzielte Scorerpunkte; SM oder PIM = erhaltene Strafminuten; +/− = Plus/Minus-Bilanz; PP = erzielte Überzahltore; SH = erzielte Unterzahltore; GW = erzielte Siegtore; 1 Play-downs/Relegation; Kursiv: Statistik nicht vollständig)